# 十二德堡镇
十二德堡镇，是中华人民共和国辽宁省朝阳市喀喇沁左翼蒙古族自治县下辖的一个乡镇级行政单位。

## 行政区划
十二德堡镇下辖以下地区：
十二德堡村、和尚沟村、白庙子村、喇嘛沟村、怀杖子村、河东村、土楼子村、石仁沟村、乱泥塘子村和太沟村。